# 上 (テレビ制作会社)
株式会社上（じょう）は、日本のテレビ番組制作会社。

## 概要
オフィス・トゥー・ワンに所属していた数人が同社から独立する形で設立。主にスポーツ番組や音楽、バラエティ番組の制作を得意とする。
番組クレジット上は「上JOE」（正確には「上」の字が四角で囲まれる）と表記されることが多い。

## 主な制作番組
- みんなの鉄道（フジテレビワンツーネクスト）
  - 新・みんなの鉄道(フジテレビワンツーネクスト）
- 洋子の演歌一直線（テレビ東京）
- ミュージックブレイク（テレビ東京）
- プレイバック日本歌手協会歌謡祭（BSテレビ東京）
- サタデーナイトJ(テレビ東京）
- 艶歌四人姫（BSフジ）